# Ashley Greene
Ashley Michele Greene, ameriška filmska in televizijska igralka ter fotomodel, *21. februar 1987, Jacksonville, Florida, Združene države Amerike.
Najbolje je prepoznavna kot Alice Cullen iz filmov Somrak (2008), Mlada luna (2009), Mrk (2010) in Jutranja zarja (2011), ki temeljijo na istoimenskih romanih ameriške pisateljice Stephenie Meyer. Za svojo vlogo v filmih je bila nagrajena z več nagradami, med drugim tudi z nagrado Teen Choice Award. Preden je začela z igranjem, je bila fotomodel.

## Zgodnje življenje
Ashley Michele Greene je bila rojena 21. februarja 1987 v Jacksonvillu, Florida, Združene države Amerike, kot hči ameriškega marinca Joeja Greenea, ki ima danes svoje lastno poslovno podjetje in njegove žene Michele, rojene Tatum. Odraščala je v Middleburgu in Jacksonvilleu, šolala pa se je na krščanski univerzi, kasneje, v desetem razredu, pa se je prešolala na srednjo šolo Samuela W. Wolfsona. Diplomirala je zgodaj, v starosti sedemnajstih let. Pri sedemnajstih se je preselila v Los Angeles, Kalifornija in začela s kariero fotomodela. Sama je dejala, da si je v otroštvu večkrat ogledala film Breakfast at Tiffany's (1961) in da je bila njena vzornica Audrey Hepburn. Ashley Greene ima enega sorojenca, starejšega brata Joeja Greenea II, ki je še vedno v Jacksonvillu z njunimi starši.
Preden se je odločila za igralsko kariero, je Ashley Greene nameravala oditi študirati pravo ali psihologijo.

## Kariera
Ashley Greene je kariero pričela kot fotomodel, vendar se njena kariera fotomodela ni obnesla: sama pravi, da je to po vsej verjetnosti zato, ker je s svojimi 165 cm višine precej nizka. Zaradi tega so ji predlagali, da konča z modnimi pistami in se osredotoči na snemanje reklam. Po nekaj posnetih reklamah in učnih urah igranja se je »zaljubila« v igranje, ki ji je postalo še bolj všeč kot manekenstvo, in se odločila, da se bo raje kot fotomodel zaposlila kot igralka. Ko je končala s šolanjem, se je Ashley Greene preselila v Los Angeles, Kalifornija in se posvetila igralski karieri.
Ashley Greene je leta 2005 igrala v eni izmed epizod televizijske serije Punk'd. Naslednjega leta, leta 2006 je dobila manjše vloge v televizijskih serijah, kot so MADtv in Crossing Jordan ter pomembnejšo vlogo, vlogo Renate v televizijski seriji Desire. Svojo vlogo Renate je odigrala v sedmih epizodah serije in sicer: »A Case of Nothing«, »Resurrection«, »Loyalty«, »If Only«, »What Is Past Is Prologue«, »Stealing the Show« in »True Confessions«. Te epizode so se na televiziji vrtele med 8. septembrom in 18. oktobrom 2006.
Naslednjega leta, leta 2007 je Ashley Greene dobila svojo prvo filmsko vlogo in sicer v filmu Kralji Kalifornije, kjer se je pojavila kot stranka McDonald'sa. Igrala je tudi v videospotu ruskega dueta t.A.T.u za pesem »Dangerous and Moving« (v izvirniku naslovljena »Lyudi Invalidy«).
Leta 2008 je Ashley Greene doživela preboj s filmom Somrak, v katerem je igrala Alice Cullen. Film, ki je temeljil na istoimenskem romanu pisateljice Stephenie Meyer, je izšel v novembru 2008. Vlogo Alice Cullen je obdržala tudi v nadaljevanjih filma Somrak, v filmu Mlada luna iz leta 2009 in še prihajajočem filmu Mrk. Alice Cullen bo zaigrala tudi v prihajajočih filmih iz serije, filmih Jutranja zarja - 1. del in Jutranja zarja - 2. del, ki izideta v letih 2011 in 2012.
Ashley Greene je leta 2010 zaigrala Michelle Burkham v dramskem filmu Skateland, ki se je premierno predvajal na filmskem festivalu Sundance.
Ob svojem soigralcu iz serije Somrak, Kellan Lutzu, je Ashley Greene zaigrala v filmu Warrior, kmalu zatem pa je zaigrala še v trilerju Summer's Blood in v filmu podjetja Dark Castle Entertainment, The Apparition, katerega snemanje se je pričelo 1. februarja 2010.
Ashley Greene je 12. septembra 2010 vodila podelitev nagrad MTV Video Music Awards.
Trenutno Ashley Greene dela na dveh prihajajočih filmih - filmu, LOL: Laughing Out Loud, v katerem bo zaigrala ob Demi Moore in Miley Cyrus, ter filmu The Boom Boom Room, ki je trenutno v snemanju. Oba filma naj bi izdali leta 2012.

## Javna podoba
Ashley Greene je za oglase SoBe, objavljene leta 2010 v reviji Sports Illustrated Swimsuit Edition, pozirala oblečena samo v bikini. Revija People jo je leta 2010 uvrstila na svoj seznam »najlepših žensk na svetu«. Leta 2010 so jo nagradili z nagrado Hollywood Life’s Young Hollywood Award v kategoriji za »stilsko ikono leta«. Sodeluje tudi z organizacijo PETA, ki jo je nagradila z nagrado za njeno prizadevanje proti testiranju kozmetike na živalih, pri čemer je sodelovala s podjetjem Avon.

## Zasebno življenje
Je zelo dobra prijateljica s svojimi kolegi iz filma Somrak, Kellanom Lutzem (Emmett Cullen), Jacksonom Rathbonom (Jasper Hale) in Rachelle Lefevre (Victoria). Kellana Lutza in Jacksona Rathbona je poznala že pred filmom, medtem ko je Rachelle Lefevre spoznala šele na snemanju. Hodila je s pevcem in igralcem Joejem Jonasom, s katerim sta se razšla marca 2011. Odrasla je ob spremljanju ameriškega nogometa in je oboževalka floridskega nogometnega moštva Florida Gators. Leta 2010 so jo z Joejem Jonasom in Jessico Szohr opazili na tekmi moštva Green Bay Packers proti moštvu New York Giants v Lambeau Fieldu. Leta 2009 so preko interneta izšle njene fotografije, na katerih je Ashley Greene gola. Fotografije naj bi posnela sama. Njeni odvetniki so spletnim stranem, ki so slike objavile, grozile s tožbo.

## Filmografija
| Leto | Film                    | Vloga                 | Opombe                                |
| ---- | ----------------------- | --------------------- | ------------------------------------- |
| 2005 | Punk'd                  | Dekle                 | 1 epizoda                             |
| 2006 | MADtv                   | Amber                 | 1 epizoda                             |
| 2006 | Crossing Jordan         | Ann Rappaport         | 1 epizoda: »The Elephant in the Room« |
| 2006 | Desire                  | Renata                | 7 epizod                              |
| 2007 | Kralji Kalifornije      | McDonald'sova stranka |                                       |
| 2008 | Shark                   | Natalie Faber         | 1 epizoda: »Partners in Crime«        |
| 2008 | Otis                    | Kim #4                |                                       |
| 2008 | Somrak                  | Alice Cullen          |                                       |
| 2009 | Shrink                  | Missy                 |                                       |
| 2009 | Radio Free Albemuth     | Rhonda                |                                       |
| 2009 | Summer's Blood          | Summer                |                                       |
| 2009 | Skateland               | Michelle Burkham      |                                       |
| 2009 | Warrior                 | Brooklyn              |                                       |
| 2009 | Mlada luna              | Alice Cullen          |                                       |
| 2010 | Mrk                     | Alice Cullen          |                                       |
| 2011 | The Apparition          | Kelly                 |                                       |
| 2011 | Butter                  | Kaitlen Pickler       | Post-produkcija                       |
| 2011 | Jutranja zarja - 1. del | Alice Cullen          | Post-produkcija                       |
| 2012 | Jutranja zarja - 2. del | Alice Cullen          | Post-produkcija                       |
| 2012 | LOL: Laughing Out Loud  | Ashley                | Post-produkcija                       |
| 2012 | The Boom Boom Room      | Adeline Winter        | V snemanju                            |

## Nagrade in nominacije
| Leto | Nagrada           | Kategorija                              | Film       | Osvojila? |
| ---- | ----------------- | --------------------------------------- | ---------- | --------- |
| 2009 | Teen Choice Award | Izbira novega ženskega filmskega obraza | Somrak     | Da        |
| 2009 | Scream Awards     | Najboljša stranska igralka              | Somrak     | Ne        |
| 2009 | Scream Awards     | Najboljša igralska zasedba              | Somrak     | Ne        |
| 2010 | Teen Choice Award | Ženska kradljivka prizorov              | Mlada luna | Ne        |
| 2010 | Teen Choice Award | Najbolj fanatični oboževalci            | Mlada luna | Ne        |
| 2011 | Teen Choice Award | Ženska kradljivka prizorov              | Mrk        | Ne        |